# Aydın Esen
Aydin Esen (Istanboel, 12 mei 1962) is een Turkse jazzmuzikant (piano, toetsen) en componist van de modern creative- en de fusionjazz.

## Biografie
Esen groeide op met muziek en kreeg vanaf 5-jarige leeftijd klassiek piano-onderricht, aanvankelijk bij zijn vader, die trompettist was en daarna aan het İstanbul Belediye Konservatuarı. Daarnaast werkte hij met trommels. Op jeugdige leeftijd speelde hij in verschillende bands en verschillende genres. In 1982 kreeg Esen een studiebeurs voor de Noorse staatsacademie voor muziek in Oslo, waar hij piano, compositie en dirigeren studeerde. Verder ondernam hij tijdens deze periode als lid van diverse ensembles eerste Europese tournees en was hij betrokken bij enkele platensessies.
In 1983 kreeg hij nog een studiebeurs voor het Berklee College of Music in Boston. Daar voltooide hij zijn studie en haalde daarna zijn master aan het New England Conservatory of Music. In 1986 was hij met de drummer Marcello Pellitteri betrokken bij het album Trio van Eddie Gomez. In hetzelfde jaar vormde hij met Tommy Campbell, Kai Eckhardt, Bob Moses en de zangeres Randy K., die later zijn echtgenote werd, de band Transfusion. Spoedig daarna speelde hij met Gary Burton, Pat Metheny en Emily Remler.
Hij bracht meerdere platen uit bij verschillende labels. Hij werkte ook met Dave Liebman en steeds weer samen met zijn studiecollega Wolfgang Muthspiel. Bovendien ging hij met Trilok Gurtu en ook met Jonas Hellborg op tournee en nam hij op met Daniel Humair, Kai Eckhardt en Andrew Anello.
Meerdere van zijn composities werden op het gebied van de kunstmuziek onder zijn muzikale leiding en met hem als solist opgevoerd. In 1999 bracht hij met Enfas een album uit met eigentijdse elektronische muziek.

## Onderscheidingen
Sinds zijn studietijd heeft Esen talrijke prijzen ontvangen voor zijn composities, als pianist (o.a. in 1989 de eerste prijs bij een internationaal pianoconcours in Parijs) en op het gebied van de elektronische muziek.

## Discografie
- 1988: So Many Lifetimes (1988)
- 1989: Pictures (met George Garzone, Mick Goodrick, Randy K., Peter Herbert, Selahattin Can Kozlu, Mike Ringguist)
- 1989: Aydin Esen
- 1992: Anadolu (Columbia Records, met Anthony Jackson, Dave Holland, Peter Erskine, Mino Cinelu, Dave Liebman, Jon Faddis, Bob Mintzer, Dave Bargeron)
- 1992: Radio Edits
- 1998: Enfas
- 1999: Timescape
- 2001: Living (met Miroslav Vitouš, Vinnie Colaiuta)
- 2005: Flashpoint
- 2005: Dialogo
- 2006: Light Years
- 2006: Extinction
- 2013: Toys for All Gods

- Bibliothèque nationale de France: cb13932379b (data)
- Gemeinsame Normdatei: 134688309
- International Standard Name Identifier: 0000 0000 5514 1442
- Library of Congress Control Number: n98003219
- MusicBrainz: 1b904646-eff8-40e3-95a8-2b24e2a6dcdb
- Nationale Bibliotheek van Tsjechië: xx0307427
- Virtual International Authority File: 65145971384732330704